# Klagenfurter Schnellstraße
Die Klagenfurter Schnellstraße S 37 ist eine Schnellstraße zwischen Klagenfurt und St. Veit an der Glan in Kärnten. Der Plan, sie bis Scheifling in die Steiermark zu verlängern und so in Verbindung mit der Semmering Schnellstraße S 6 und der Murtal Schnellstraße S 36 eine Alternativverbindung zur Süd Autobahn A 2 von Wien nach Klagenfurt zu schaffen, wurde 2020 aufgegeben. Somit wird der Verkehr zwischen St. Veit und Scheifling weiter von der Friesacher Straße B 317 aufgenommen.
Die S 37 steht straßenverkehrsrechtlich im Rang einer Autostraße und ist vignetten- bzw. mautpflichtig. Der Betrieb und die Instandhaltung erfolgen durch die staatliche Autobahnbetreibergesellschaft ASFINAG.

## Regelquerschnitt
- Klagenfurt-Nord – Karnburg: 1+1
- Karnburg – Maria Saal: 2+1
- Maria Saal – St. Veit-Nord: 2+2

## Geplanter Verlauf
Die S 37 sollte bei Scheifling als direkte Verlängerung der Murtal Schnellstraße S 36 beginnen und, in der Steiermark in Form einer neuen Trasse, in Kärnten größtenteils dem Verlauf der Friesacher Straße B 317 folgend, über Friesach, Althofen und Sankt Veit an der Glan nach Klagenfurt führen. Dort sollte sie am Knoten Klagenfurt-Nord, der derzeit als Anschlussstelle mit Ampelkreuzungen ausgeführt ist, in die Süd Autobahn A 2 einmünden.

## Motivation
Die Aufnahme der ehemaligen Bundesstraße 317 als Schnellstraße in das Bundesstraßengesetz wurde unter anderem durch den hohen LKW-Mautfluchtverkehr nötig. Seit Einführung der Lkw-Maut fahren vermehrt Lastwagen auf der Strecke S 6–S 36–B 317 von Wien nach Klagenfurt, da auf der B 317 im Gegensatz zur Alternativstrecke über die A 2 keine Maut zu zahlen ist. Zur Eindämmung des LKW-Verkehrs wurde ab 17. Juli 2006 ein generelles LKW-Fahrverbot zwischen Dürnstein (Landesgrenze Kärnten-Steiermark) und Scheifling verhängt. Davon ausgenommen ist der Ziel- und Quellverkehr der Bezirke entlang der B 317 und einiger angrenzender Bezirke.

## Wandlung zur Schnellstraße
Die 17,7 km lange Strecke zwischen Klagenfurt und Sankt Veit wurde ab 1. Jänner 2007 als S 37 Klagenfurter Schnellstraße geführt, und damit als Bundesstraße vignetten- und LKW-mautpflichtig. Auf möglichen Ausweichstrecken gibt es ein Fahrverbot für LKW, um Ausweichverkehr zu verhindern. Gleichzeitig wurden die Abfahrten Taggenbrunn und Zollfeld stillgelegt.

## Verlängerung

### Widerstand
Mit Errichtung der S 37 im ursprünglich geplanten Ausmaß, also bis Scheifling, wäre eine zusätzliche durchgehende Straßenverbindung von Nord- und Ostösterreich über den Semmering, das Murtal und Friesach nach Kärnten und weiter nach Italien und Slowenien geschaffen. Da die Verbindung von Wien nach Klagenfurt über die S 37 um ca. 30 km kürzer gewesen wäre als die derzeitige Verbindung über die Pack, Graz und den Wechsel und außerdem weniger Steigungen aufweisen würde, war mit einer Verlagerung des LKW-Verkehrs von der Süd Autobahn auf die S 37 zu rechnen.
Aus diesen Gründen gab es auch Widerstand gegen die Ausbaupläne, da dadurch eine neue Transitstrecke entstanden wäre. Bürgerinitiativen wie S37 Nein Danke wehrten sich gegen den Bau der Straße. Zusätzliche Probleme erwartete man für den Straßenbau durch die Sichtung des seltenen Wachtelkönigs.

### Zwischenwässern
Im Oktober 2012 präsentierten die ASFINAG und das Land Kärnten die Pläne für den Ausbau der Schnellstraße auf einer Länge von 4,5 km: Im Bereich von Zwischenwässern sollte die S 37 vierspurig (22,5 m breit) und mit einer Mitteltrennung ausgebaut werden. Nach mehrjähriger Planung entschied man sich für eine Trasse parallel zur Bahn, nicht zuletzt aus Kostengründen wurde eine Tunnelvariante verworfen. 2017 hätte dieses Teilstück fertiggestellt werden sollen.[veraltet].

### Planungsstopp
Im März 2012 wurde von der ASFINAG bekanntgegeben, dass der Ausbau der S 37 aus wirtschaftlichen Gründen auf Eis gelegt wurde, 
Nach einer Evaluierung gab Klimaschutzministerin Leonore Gewessler am 25. November 2021 bekannt, dass der Weiterbau der S37 nicht weiterverfolgt wird. Gleiches gilt auch für das Verbindungsstück der S36 zwischen Unzmarkt und Scheifling. Gründe für die Absage waren das schwere Gebiet, auf dem die Schnellstraßen gebaut werden würden, die mögliche Schaffung einer neuen Transitroute für LKWs sowie eine erhöhte Lärm- und Schadstoffbelastung für die betroffenen Anrainer.

## Sicherheitsausbau

### Gründe und Verzögerung

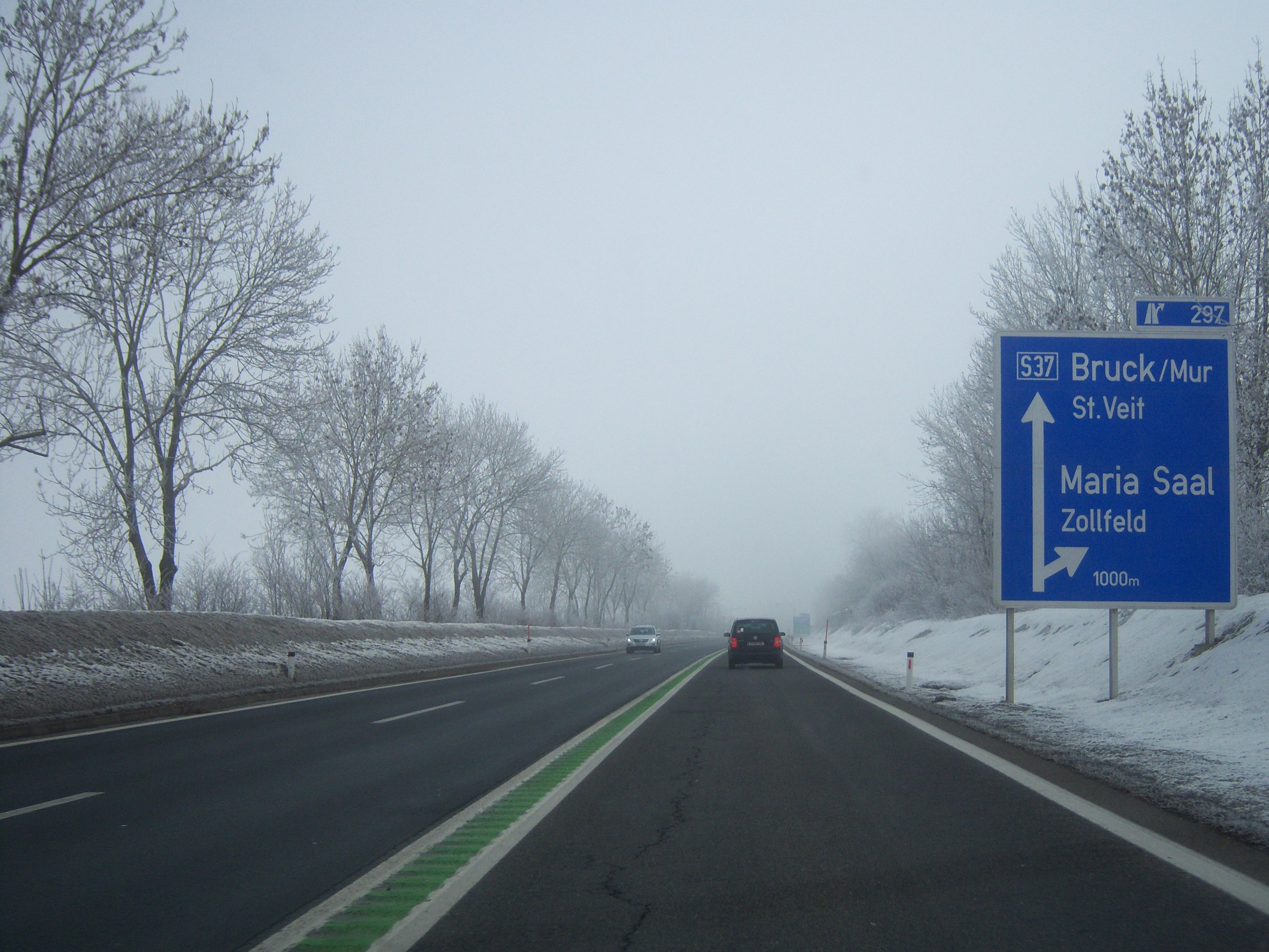
S37 bei Maria Saal

Die S 37 wurde in den Medien im Zusammenhang mit schweren Unfällen aufgrund des Fehlens einer baulichen Trennung zwischen den Richtungsfahrbahnen als Todesstrecke bezeichnet. Deshalb wurde von einigen Kärntner Politikern auf den raschen Vollausbau der Schnellstraße gedrängt, der 2023 begonnen wurde.
Im November 2013 wurde berichtet, dass die nicht ausgebaute Bestandsstrecke von Maria Saal bis Sankt Veit Nord von 12,5 m Breite auf 17–17,5 m Breite mit baulicher Trennung der Richtungsfahrbahnen durch Beton-Leitwände v. a. zur Erhöhung der Verkehrssicherheit adaptiert werden sollte. Die Bauarbeiten dazu hätten 2015 beginnen und ca. 50 Mio. Euro kosten sollen. Die Ausbaustrecke mit einer Länge von insgesamt ca. 18 km Länge hätte bis 2020 fertiggestellt werden sollen. Doch der Bau verzögerte sich: ab 2016 war ein Verfahren beim Verwaltungsgerichtshof anhängig, ob eine Umweltverträglichkeitsprüfung für den Sicherheitsausbau benötigt wurde, die laut Projektgegner erforderlich gewesen wäre. Im Budget der Asfinag für die folgenden sechs Jahre blieben die Kosten für den Ausbau – in der Höhe von 82 Millionen Euro – weiterhin eingeplant.

### Verwirklichung: St. Veit-Süd bis St. Veit-Nord
Der etwa sechs Kilometer lange Abschnitt zwischen St. Veit-Süd und St. Veit-Nord wurde 2023/2024 ausgebaut: die Straße wurde verbreitert und um eine bauliche Trennung der Richtungsfahrbahnen ergänzt.

### Verwirklichung: Maria Saal bis St. Veit-Süd
Für den Sicherheitsausbau zwischen Maria Saal und St. Veit-Süd wurde 2024 entschieden, dass keine Umweltverträglichkeitsprüfung nötig sei. Die Realisierung des Baus wurde für die Jahre 2027 bis 2029 geplant.